# Zimbabobrium schmidi
Zimbabobrium schmidi là một loài bọ cánh cứng trong họ Cerambycidae.